# Gehyra lapistola
Gehyra lapistola (лічфілдська скельна дтелла) — вид геконоподібних ящірок родини геконових (Gekkonidae). Ендемік Австралії. Описаний у 2020 році.

## Поширення і екологія
Лічфілдські скельні дтелли мешкають на північному заході Північної Території, зокрема у Національному парку Лічфілд. Вони живуть в кам'янистих місцевостях, в тріщинах серед скель, трапляються на деревах.